# Chlorichaeta
Chlorichaeta is een vliegengeslacht uit de familie van de oevervliegen (Ephydridae).

## Soorten
- C. albipennis (Loew, 1848)
- C. tuberculosa Becker, 1922